# Minoru Yamamoto
Minoru Yamamoto (...) è un astronomo e ricercatore giapponese.
Minoru Yamamoto è un astrofilo giapponese e non deve essere confuso con il quasi omonimo astrofilo giapponese Tetsuo Yamamoto o con l'astronomo giapponese Issei Yamamoto.

Yamamoto risiede a Doi-cho (Okazaki, prefettura di Aichi) e lavora per la Mitsubishi.
Fa parte dell'Variable Star Observers League in Japan, le sue osservazioni sono contrassegnate col codice Ymo.

## Scoperte
È in particolare conosciuto per la scoperta di novae. In ordine cronologico di scoperta:
| Nova      | Data della scoperta | Fonte                                       | Note |
| V1419 Aql | 17 aprile 1993      | IAUC 5791                                   | scoperta indipendente da parte di William Liller                                                                                     |
| V4332 Sgr | 24 febbraio 1994    | IAUC 5942                                   | |
| V2313 Oph | 1º giugno 1994      | IAUC 6001                                   | scoperta indipendente da parte di Minoru Yamamoto                                                                                    |
| V723 Cas  | 24 agosto 1995      | IAUC 6213                                   | |
| V4444 Sgr | 25 aprile 1999      | IAUC 7153                                   | |
| CI Aql    | 28 aprile 2000      | IAUC 7409                                   | coscoperta con Kesao Takamizawa, la scoperta si riferisce alla seconda esplosione (in inglese outburst) della nova ricorrente CI Aql |
| V4745 Sgr | 25 aprile 2003      | IAUC 8123                                   | coscoperta con l'australiano Nicholas Brown                                                                                          |
| V5117 Sgr | 17 febbraio 2006    | IAUC 8673 e Reports from Geisei Observatory | scoperta indipendente da parte di Minoru Yamamoto                                                                                    |
| V3661 Oph | 11 marzo 2016       | [ 14 ]                                      | |
| V1707 Sco | 15 settembre 2019   | [ 15 ]                                      | Kōichi Itagaki Tadashi Kojima Hideo Nishimura                                                                                        |
| V6566 Sgr | 30 gennaio 2020     | [ 16 ] [ 17 ] [ 18 ]                        | |

Ha anche scoperto stelle variabili.